# Jean Domenger
Jean Domenger (né le 27 août 1930 à Bordeaux en Gironde et mort le 27 septembre 2004 à La Rochelle) est un joueur de football français, qui évoluait au poste d'attaquant.

## Biographie
Jean Domenger joue en faveur du FC Nantes, des Girondins de Bordeaux, et du Perpignan FC.
Il dispute au cours de sa carrière 14 matchs en Division 1, marquant quatre buts, et 120 matchs en Division 2, inscrivant 49 buts. Il inscrit 19 buts en Division 2 lors de la saison 1954-1955, ce qui constitue sa meilleure performance. 
Il réalise deux hat-trick en Division 2 : le premier le 17 octobre 1954, sur la pelouse d'Angers (victoire 2-4), et le second le 1er mai 1955, contre Valenciennes (victoire 5-1).